# Robert Ludlum
Robert Ludlum (New York, 25 mei 1927 – Naples (Florida), 12 maart 2001) was een Amerikaanse auteur van drieëntwintig thrillers en spionageromans. Er zijn meer dan 210 miljoen van zijn boeken gedrukt, en deze zijn vertaald in 32 verschillende talen. Ludlum was ooit een theateracteur en -producent. In het begin van carrière schreef Ludlum onder de pseudoniemen Jonathan Ryder en Michael Shepherd.

## Biografie
De auteur groeide op in New Jersey. Na de dood van zijn vader stuurde zijn moeder hem naar een kostschool in Connecticut. Op de Cheshire Academy maakte hij kennis met theaterproducties. Vlak voor het afronden van zijn studie aan de Wesleyan University, Middletown, trouwde hij in 1951 met Mary Ryducha, een actrice. Robert en Mary kregen drie kinderen.
Robert Ludlum begon zijn carrière als acteur en theaterproducer. Hij speelde in verschillende Broadway-producties en werkte als acteur en producer mee aan 200 televisieprogramma's.
In 1971 verscheen zijn eerste boek, De Scarlatti erfenis. Vele zouden volgen en bestsellers worden. Verschillende van die boeken zijn ondertussen verfilmd.
Na zijn dood in 2001 verschenen er nog verschillende boeken onder zijn naam (en dit zal voorlopig ook zo blijven gebeuren). Verschillende schrijvers werken verder aan zijn boeken, onder andere Eric Van Lustbader en Gayle Lynds. Deze laatste werkte reeds samen met Ludlum voor de "Covert-One"-reeks. Eric Van Lustbaders bekendste boek is "Het Bourne Testament" (The Bourne Legacy). Deze auteur zette het werk van Ludlum voort in de populaire reeks omtrent het personage Jason Bourne.

## Thema
In de meeste verhalen komt het thema van de eenling terug die (uiteindelijk met succes) strijdt tegen misstanden en corruptie van grote ondernemingen of regeringen. De held is meestal een Amerikaan, maar Ludlum vervalt niet in het extreme Amerikaanse patriottisme van bijvoorbeeld Tom Clancy.

### Boeken uitgegeven na het overlijden van Ludlum
- 2001 - The Sigma Protocol (Het Sigma Protocol)
- 2002 - The Janson Directive (Het Janson Dilemma)
- 2003 - The Tristan Betrayal (De Tristan Strategie)
- 2005 - The Ambler Warning (Het Ambler Alarm)
- 2006 - The Bancroft Strategy (De Bancroft Strategie)

### Road-to-reeks
- 1975 - The Road to Gandolfo (Het Shepherd Commando) (geschreven onder het pseudoniem Michael Shepherd). Ook verschenen  met als titel De Dag dat de Paus ontvoerd werd. Vertaling van Mariette Herlé.
- 1992 - The Road to Omaha (Het Omaha conflict)

### Matarese-dynastyreeks
- 1979 - The Matarese Circle (Het Matarese Mysterie)
- 1997 - The Matarese Countdown (De Matarese Finale)

### Bourne-reeks
- 1980 - The Bourne Identity (Het Bourne Bedrog)
- 1986 - The Bourne Supremacy (Het Jason Dubbelspel)
- 1990 - The Bourne Ultimatum (Het Medusa Ultimatum)
- 2003 - The Bourne Trilogy (omnibus)

(boeken geschreven door Eric Van Lustbader)
- 2004 - The Bourne Legacy (Het Bourne Testament) (door Eric Van Lustbader)
- 2007 - The Bourne Betrayal (Het Bourne Verraad) (door Eric Van Lustbader)
- 2008 - The Bourne Sanction (De Bourne Sanctie) (door Eric Van Lustbader)
- 2009 - The Bourne Deception (De Bourne Misleiding) (door Eric Van Lustbader)
- 2010 - The Bourne Objective (De Bourne Missie) (door Eric Van Lustbader)
- 2011 - The Bourne Dominion (De Bourne Belofte) (door Eric Van Lustbader)
- 2012 - The Bourne Imperative (Het Bourne Bevel) (door Eric van Lustbader)
- 2013 - The Bourne Retribution (De Bourne Vergelding) (door Eric Van Lustbader)

### Covert-One-reeks
- 2000 - The Hades Factor (De Hades Factor) (met Gayle Lynds)
- 2001 - The Cassandra Compact (Het Cassandra Verbond) (met Philip Shelby)
- 2002 - The Paris Option (De Armageddon Machine) (met Gayle Lynds)
- 2003 - The Altman Code (De Altman Code ) (met Gayle Lynds)
- 2004 - The Lazarus Vendetta (De Lazarus Vendetta) (met Patrick Larkin)
- 2006 - The Moscow Vector (De Moskou Vector) (met Patrick Larkin)
- 2007 - The Arctic Event (Het Noordpool Conflict) (door James Cobb)
- 2008 - The Vulcan Possesion ( De Vulcanus Obsessie) (door James Cobb)
- 2011 - The Ares Decision (Het Ares Akkoord) (door Kyle Mills)
- 2012 - The Janus Reprisal (Het Janus Complot) (door Jamie Freveletti)
- 2013 - The Utopia Experiment (Het Utopia Experiment) (door Kyle Mills)
- 2015 - The Geneva Strategy (door Jamie Freveletti)
- 2015 - The Patriot Attack (door Kyle Mills)

### Janson-Reeks
- 2002 - The Janson Directive (Het Janson Dilemma)
- 2012 - The Janson Command (Het Janson Commando) (door Paul Garrison)
- 2014 - The Janson Option (De Janson Optie) (door Paul Garrison)
- 2015 - The Janson Equation (door Paul Garrison)

## Filmografie
Over de jaren zijn vele romans van Robert Ludlum verfilmd als miniserie voor televisie of als bioscoopfilm.
- 1977 - The Rhinemann Exchange - miniserie - Stephen Collins als David Spaulding, Lauren Hutton als Leslie Jenner Hawkewood
- 1983 - The Osterman Weekend - film - Rutger Hauer als John Tanner
- 1985 - The Holcroft Covenant - film - Michael Caine als Noel Holcroft
- 1988 - The Bourne Identity - miniserie - Richard Chamberlain als Jason Bourne, Jaclyn Smith als Marie St. Jacques
- 1997 - The Apocalypse Watch - miniserie - Patrick Bergin als Drew Latham
- 2002 - The Bourne Identity - film - Matt Damon als Jason Bourne
- 2004 - The Bourne Supremacy - film - Matt Damon als Jason Bourne
- 2006 - The Hades Factor - miniserie - Stephen Dorff als Jon Smith
- 2007 - The Bourne Ultimatum - film - Matt Damon als Jason Bourne
- 2012 - The Bourne Legacy - film - Jeremy Renner als Aaron Cross
- 2016 - Jason Bourne - film - Matt Damon als Jason Bourne